# Équipe de Roumanie de rugby à XV à la Coupe du monde 1991
LÉquipe de Roumanie de rugby à XV à la Coupe du monde 1991 est éliminée en poule, après avoir perdu deux matches et en avoir remporté un.

## Résultats
| Rang | Pays     | J | V | N | D | Pm | Pe | Diff | Pts |
| ---- | -------- | - | - | - | - | -- | -- | ---- | --- |
| 1    | France   | 3 | 3 | 0 | 0 | 82 | 25 | +57  | 9   |
| 2    | Canada   | 3 | 2 | 0 | 1 | 45 | 33 | +12  | 7   |
| 3    | Roumanie | 3 | 1 | 0 | 2 | 31 | 64 | -33  | 5   |
| 4    | Fidji    | 3 | 0 | 0 | 3 | 27 | 63 | -36  | 3   |

- 4 octobre : France 30-3 Roumanie
- 9 octobre : Canada 19-11 Roumanie
- 12 octobre : Roumanie 17-15  Fidji

## Liste des joueurs
Les joueurs ci-après ont joué pendant cette Coupe du monde 1991.

### Première ligne
- Gheorghe Leonte (2 matches comme titulaire)

### Deuxième ligne
- Constantin Cojocariu (3 matches comme titulaire)

### Troisième ligne
- Hari Dumitras (3 matches comme titulaire et capitaine)

### Trois quart centre
- Adrian Lungu (3 matches comme titulaire)